# Galliumorthophosphat
Galliumorthophosphat (Galliumphosphat) ist eine chemische Verbindung des Galliums aus der Gruppe der Phosphate.

## Vorkommen
Da Galliumorthophosphat im Gegensatz zu Quarz in der Natur nicht vorkommt, kann der Kristall nur synthetisch hergestellt werden. Zurzeit wird Galliumorthophosphat nur von der Firma Piezocryst in Österreich kommerziell hergestellt. Wie bei synthetischem Quarz erfolgt die Zucht hydrothermal.

## Gewinnung und Darstellung
Galliumorthophosphat kann (wie auch andere Galliumphosphate) durch Reaktion von Galliumhydroxid mit Phosphoroxysäuren gewonnen werden. Das Anhydrat kann durch Erhitzung des Dihydrates oder durch Reaktion von Gallium mit Phosphorsäure dargestellt werden. Das Kristallwachstum erfolgt ähnlich wie die von Berlinit hydrothermal bei Temperaturen unter 250 °C.
{\displaystyle \mathrm {Ga(OH)_{3}+H_{3}PO_{4}\longrightarrow GaPO_{4}+3\ H_{2}O} }

## Eigenschaften
Galliumorthophosphat ist ein farbloses, im trigonalen Kristallsystem kristallisierendes Galliumsalz mit der Härte 5,5 nach der Mohs’schen Härteskala.
Die Kristallstruktur von Galliumorthophosphat ist isotyp zu α-Quarz, indem Silicium abwechselnd durch Gallium und Phosphor ersetzt wird.
Deshalb besitzt diese Verbindung nahezu dieselben Eigenschaften wie Quarz, besitzt jedoch wie das ebenfalls intensiv untersuchte Aluminiumorthophosphat einen doppelt so großen Piezoeffekt. Durch diese Verdopplung ergeben sich für viele technische Anwendungen Vorteile gegenüber Quarz, wie zum Beispiel eine höhere Kopplungskonstante bei Resonatoren.
Analog zu Quarz ist Galliumorthophosphat aus GaO4 und PO4-Tetraedern aufgebaut, die gegeneinander etwas verkippt sind. Die spiralenförmige Anordnung entlang der c-Achse führt zu optisch rechts- und linksdrehenden Kristallen (Enantiomorphie).
Galliumorthophosphat hat im Gegensatz zu Quarz bis zu 933 °C (andere Quelle 976 °C) keinen α-β-Phasenübergang, so dass die Tieftemperaturphase des Galliumorthophosphats (Struktur wie α-Quarz) bis zu dieser Temperatur stabil ist und damit auch die physikalischen Eigenschaften des Kristalls. Darüber findet jedoch eine Phasenumwandlung in eine cristobalit-ähnliche Struktur statt. Für die Verbindung konnte eine UV-Lumineszenz nachgewiesen werden. Seine Löslichkeit in Phosphorsäure sinkt mit steigender Temperatur.
Das Dihydrat besitzt eine monokline Kristallstruktur mit der Raumgruppe P21/n (Raumgruppen-Nr. 14, Stellung 2) (a = 9,77, b= 9,64, c= 9,68 Å, β = 102,7°).

## Verwendung
Für die Druckmessung in Verbrennungsmotoren wurde speziell für Hochtemperaturanwendungen Galliumorthophosphat als Piezomaterial entwickelt, das sich insbesondere durch eine hohe und von der Temperatur weitgehend unabhängige piezoelektrische Empfindlichkeit auszeichnet. Bemerkenswert an Galliumorthophosphat sind seine Temperaturbeständigkeit bis über 900 °C, eine im Vergleich zu Quarz etwa doppelt so hohe Empfindlichkeit, die bis weit über 500 °C nahezu unverändert bleibt, ein hoher elektrischer Isolationswiderstand bis zu hohen Temperaturen, die Stabilität stabil gegenüber spannungsinduzierter Zwillingsbildung und das fehlen eines pyroelektrischen Effektes.
Drucksensoren auf Quarzbasis müssen für Anwendungen bei höheren Temperaturen (ab 300 °C) mit Wasser gekühlt werden. Der Wunsch, diese vergleichbar großen Sensoren durch miniaturisierte, ungekühlte zu ersetzen, konnte 1994 erstmals erfüllt werden, als es gelang, Quarz in piezoelektrischen Drucksensoren durch Galliumorthophosphat zu ersetzen.
Galliumorthophosphat besitzt neben dem nahezu temperaturunabhängigen Piezoeffekt auch ausgezeichnete elektrische Isolationswerte bei hohen Temperaturen. Ebenso existieren temperaturkompensierte Kristallschnitte bis über 500 °C und mit Quarz vergleichbare Resonatorgüten. GaPO4 wird aufgrund dieser Materialeigenschaften insbesondere für piezoelektrische Hochtemperatur-Drucksensoren sowie in Hochtemperatur-Mikrowaagen eingesetzt.